# ラジー
ラジー（ベトナム語：Thị xã La Gi / 市社羅夷?）はビントゥアン省にある町である。

## 概要
5つの坊 (phường)と4つの社を有する。
- フオックホイ坊（Phước Hội / 福會）
- フオックロック坊（Phước Lộc / 福祿）
- タンアン坊（Tân An / 新安）
- タンティエン坊（Tân Thiện / 新善）
- ビンタン坊（Bình Tân / 平新）
- タンフオック社（Tân Phước / 新福）
- タンハイ社（Tân Hải / 新海）
- タンティエン社（Tân Tiến / 新進）
- タンビン社（Tân Bình / 新平）